# 森林公園ゴルフ倶楽部
森林公園ゴルフ倶楽部（しんりんこうえんゴルフくらぶ）は、 埼玉県大里郡寄居町に所在するゴルフ場である。

## 概要
1990年（平成2年）11月3日、「鹿島建設グループ」によって開場され、「株式会社森林公園ゴルフ倶楽部」によって運営されている。コース設計は安田幸吉・川村四郎が行い、施工は鹿島建設株式会社が行った。コースからは、開放感あふれる自然の中、遠く赤城山や妙義山、日光連山が一望できる丘陵コースである。コース全体は、自然の地形をなだらかな地形に造りかえ、フラットなコースになっており、フェアウェイも十分な幅を持たせ、変化に富んだホールが配置されている。

## 所在地
〒369-1215 埼玉県大里郡寄居町牟礼1132番地

## コース情報
- 開場日 - 1990年11月3日
- 設計者 - 安田 幸吉・川村 四郎
- 面積 - 1,290,000m2（約39.0万坪）
- コースタイプ - 丘陵コース
- コース - 18ホールズ、パー72、6,968ヤード、コースレート72.3
- グリーン - 2グリーン、ニューベント
- フェアウエイ - コーライ
- ラフ - ノシバ
- ハザード - バンカー92、池が絡むホール2
- プレースタイル - 乗用カート(5人乗り) リモコン式
- 練習場 - 15打席 180ヤード
- 休場日 - 毎週月曜日、12月31日、1月1日[2]

## クラブ情報
- 理事長 - 中村 満義
- 支配人 - 井上 賢[1]

## ギャラリー
- コース - 「森林公園ゴルフ倶楽部」、コース案内
- ハウス - 「森林公園ゴルフ倶楽部」、クラブハウス

## 交通アクセス
- 鉄道 - 東武東上本線・東日本旅客鉄道（JR東日本）八高線 - 小川町駅よりクラブバス利用 約10分
- 道路 - 関越自動車道 - 嵐山小川ICより 約10分[3]

## 関連文献
- 『ゴルフ場ガイド 東版』2006-2007、「森林公園ゴルフ倶楽部（埼玉県）」、東京 ゴルフダイジェスト社、2006年5月、2020年7月18日閲覧